# Де Смет, Пьер Жан
Пьер-Жан Де Смет (англ. Pierre-Jean De Smet; 30 января 1801 — 23 мая 1873) — католический священник, иезуитский миссионер.

## Биография

### Ранняя жизнь
Пьер-Жан Де Смет родился 30 января 1801 года в бельгийском городе Дендермонде. Впервые приехал в США в 1821 году вместе с группой бельгийских иезуитов. Там стал послушником в городе Балтимор (штат Мэриленд).
Позднее Де Смет, вместе с ещё пятью бельгийскими священниками, отправился в Миссури, в город Флориссант, где 23 сентября 1827 года он был посвящён в духовный сан. В 1833 году, из-за проблем со здоровьем, Де Смет вынужден был вернуться на родину. В 1837 году он снова приехал в США.

### Миссия у потаватоми
В 1838 году Де Смет был направлен католической церковью основать миссию у индейского племени потаватоми в Каунсил-Блафс (штат Айова).
Находясь у потаватоми, он использовал свои навыки рисования и составил подробную карту долины реки Миссури. На карте Де Смет отобразил местоположение индейских деревень, нижнюю часть реки Платт и реку Биг-Сиу.

### Миссии в Скалистых горах
В 1840 году Де Смет направился епископом Жозефом Росати в Скалистые горы после настойчивых и многочисленных просьб представителей племён флатхедов и не-персе прислать к ним миссионеров. Он основывал миссию Сент-Мэри в долине Биттерут на территории современного штата Монтана.
В 1840 году Де Смет впервые посетил индейцев кроу. Они доброжелательно приняли его, демонстрируя своё уважение. На совете вождей кроу он зажёг спичкой трубку, чем произвёл неизгладимое впечатление на кроу, посчитавших его великим шаманом белых. Перед своим отъездом, он оставил индейцам часть спичек.
Когда в 1842 году Де Смет снова посетил кроу, они встретили его ещё торжественней. Один из вождей сказал ему, что всеми своими победами над врагами он обязан только ему. Сняв с шеи магическую связку, вождь достал оттуда остатки спичек и рассказал, что он применяет их каждый раз, когда идёт на войну. Он объяснил, что если огонь появлялся после первого чирканья, то он бросался на врага, уверенный в победе.
В августе 1846 года Де Смет отправился в длительное путешествие по территории современных штатов Монтана, Айдахо, Орегон и Вашингтон. Он основывал ещё несколько миссий, которые стали известны как Миссии Скалистых гор. В процессе своей деятельности ему удалось заключить мир между несколькими враждующими племенами. Среди обращённых им в католичество индейцев были кри, флатхеды, не-персе, кайюсы, кёр-д’ален, оджибве, сиу, черноногие и калиспелы. После завершения своей миссионерской деятельности в Скалистых горах Де Смет вернулся в Миссури, в Сент-Луис.

## Последние годы жизни
В оставшиеся годы жизни Де Смет принимал активное участие в сборе денег для миссий. Он несколько раз побывал в Европе, ратуя за поддержку католической церковью христианских миссий для индейцев американского Запада.
Пьер-Жан Де Смет скончался в Сент-Луисе 23 мая 1873 года.